# 春ごころ
「春ごころ」（はるごころ）は、1986年1月1日に発売された柏原芳恵の24枚目のシングル。

## 概要
A面B面とも作詞・作曲は、「恋人よ」のヒットで知られる五輪真弓が担当した。
オリコンチャートでの最高位は10位、シングル売り上げは6.1万枚。なお、オリコンの週間ランキングで柏原が10位以内に入ったのは、1981年の「ハロー・グッバイ」以来（企画盤を除く）本作で18曲目だったが、現在10位以内のランクイン作品は同曲が最後となっている。また、日本テレビ系『ザ・トップテン』（1986年3月で同番組終了）では3週間ランクイン、最高8位だったが、同番組で10位以内にランクされたのは同曲で最後だった。

## 収録曲
- 全曲作詞・作曲：五輪真弓／編曲：萩田光雄

1. 春ごころ (3分46秒)
2. 二杯目からのはじまり (3分47秒)

## セルフカバー
- 五輪真弓（1986年） - セルフカバー。オリジナルアルバム『時の流れに』に収録されている[2]。